# Jean de Cossonay
Jean de Cossonay, mentionné pour la première fois vers 1219 et mort le 18 juin 1273 à Lausanne, est un prélat catholique suisse du XIIIe siècle, issu de la famille de Cossonay, et qui devint évêque de Lausanne.

## Biographie

### Famille
La date de naissance de Jean de Cossonay est inconnue, elle est parfois estimée aux environs de 1202. Il est le fils de Jean Ier de Cossonay, seigneur de Cossonay et Prangins, et de son épouse Agnès. Il semble être le troisième fils après Humbert II et Guillaume (Willelme) et avant Amédée, selon un acte de 1236 que l'on retrouve dans le Régeste genevois.

### Début de carrière
Jean de Cossonay poursuit une carrière ecclésiastique. Il est attesté comme chanoine de la cathédrale de Lausanne vers 1219. En 1236, il est, aux côtés de sa mère et ses frères, mentionné dans un acte comme chantre de Lausanne.

### Querelle des investitures (1239-1240)
En 1239, l'évêque Boniface de Bruxelles démissionne quelque temps après avoir été victime d'un attentat. Le 13 avril 1240, Jean de Cossonay est candidat à la charge d'évêque de Lausanne. L'archevêque de Besançon, Geoffroy, et le prince-évêque de Langres, Robert de Thourotte, interviennent dans une lettre pour demander au prévôt ainsi qu'au chapitre, à l'ensemble du clergé et du peuple de Lausanne de « reconnaître comme évêque légitime l'élu Jean de Cossonay »,. Le parti de Jean de Conssonay compte également le soutien du comte de Genève ainsi que l'ensemble des partisans s'opposants à la famille de Savoie qui présente également un candidat. Présent lors de la lecture de la missive, le baron Aymon II de Faucigny se range du côté des partisans de Philippe de Savoie, qui n'est autre que le frère du comte Amédée IV et de Pierre, ancien administrateur de l'évêché de Lausanne et désormais seigneur en Pays de Vaud. Aymon de Faucigny est par ailleurs le beau-père de Pierre de Savoie depuis 1234.
L'élection est remportée par le candidat des Savoie, Philippe de Savoie est investi comme nouvel évêque, très probablement avec le soutien de son frère Pierre. Un conflit militaire entre les deux candidats et les partisans est engagé. Au prétexte que l'évêché n'avait pas payé le rachat de l'avouerie de Lausanne, le baron du Faucigny les arme et attaque la ville,. La ville haute est prise « le 15 avril, jour de Pâques » et la cathédrale est assiégée,. Pierre de Savoie interviendra pour soutenir son frère et son beau-père et affirmer son pouvoir en Pays de Vaud.

### Épiscopat (1241-1273)
En 1241, le pape Innocent IV intervient et désigne finalement Jean de Cossonay comme nouvel évêque. Toutefois, le conflit avec le baron de Faucigny et le principe Pierre de Savoie se poursuit.
Le conflit pour l'investiture prend fin avec le traité d'Évian du 29 mai 1244, signé par Jean, évêque, et Amédée IV, comte de Savoie, ainsi que son frère Pierre,. La guerre trouve cette issue en raison de l'intervention et la médiation de plusieurs nobles locaux notamment Pierre de Grandson, ainsi que Humbert de Fernex, Guillaume, trésorier de Lausanne, Ulrich de Vuipens et Amédée de Montfaucon. L'évêque doit, malgré le maintien de sa position, offrir de nombreuses garanties et abandonner des droits à la famille de Savoie
Le conflit reste latent entre le nouvel évêque et les puissants seigneurs de Savoie. En 1260, l'évêque doit négocier le « partage de la juridiction séculière » avec Pierre de Savoie. Ce dernier devient par ailleurs comte de Savoie trois ans plus tard.
Jean de Cossonay doit encore négocier en 1271 avec un nouveau comte de Savoie qui se trouve être son ancien opposant, Philippe de Savoie.
Jean de Cossonay disparaît en 1273 après un épiscopat de trente-trois ans.